# قباد بیک گرجی
قباد بیک گرجی متخلص به کوکبی از شعرای فارسی سرای گرجی ایران در دورهٔ صفویه است.

## زندگی
او در دوران سلطنت شاه عباس یکم می‌زیسته‌است. وی در کودکی به ایران آمد و هیچ‌گاه از یاد وطن غافل نبوده‌است. چنان‌که می‌گوید:
| سوزد وطن ز آهم، هرگاه کوکبی من |  | در محنت غریبی، یاد آورم وطن را |

کوکبی در ایران در تنگدستی روزگار می‌گذرانید و آنچه وی را در ایران مقیم ساخته بود عشق فراوان وی به استادش بود. بعداً از ده سال وی عازم هندوستان گردید و در دکن که آنجا را بسیار دوست داشت اقامت گزید. اما بعد از یک سال و نیم اقامت در هند، هنوز در تنگدستی روزگار می‌گذرانید. او چنین شکوه می‌کند: در ایران اگر نان نداشتم قدر ارزش داشتم، اما در هند نه نانی هست و نه قدر و ارزشی. او بعضی از اشعارش را نیز در هند سرود.
وی در سال ۱۶۲۳ میلادی از دنیا رفت.

## آثار
کلیات وی ۶۴۴ صفحه و ۹ بخش شامل: قطعات، رباعیات، غزلیات، قصاید، ترجیع بند، ترکیب بند، اردشیرنامه و خسرو و شیرین می‌باشد.
از اشعار اوست:
| گشت تا در غم او کوهکنی پیشهٔ ما     |  | دهر آتشکده شد از شرر تیشهٔ ما     |
| تا خیال رخ تو در دل ما جای گرفت    |  | می‌تراود همه خورشید ز اندیشهٔ ما   |
| عکس خود را همه بینند ز مستی در رقص |  | گر شود آیینه سیمبران تیشهٔ ما     |
| آن نهالیم که از تشنگی ار خشک شویم  |  | به جز از خون جگر نم نکشد ریشهٔ ما |
| گر چه شیریم ولی کوکبی از رحم دلی   |  | نیش بر ما زند خاربن پیشهٔ ما      |

| بی پیروی شرع خرد رسوا شد     |  | نی هر که حکم گشت او دانا شد |
| از شرع بجوی ره که این جاده‌ها |  | از نقش پی‌گم شدگان پیدا شد   |

| هجرت صنما چو مهر کین بر من تاخت |  | در دیده غمم صد نمکستان بگداخت   |
| دستم سر جیب و آستین جست و ندید  |  | اشکم ره داغ و دیده از هم نشناخت |